# Menhir von Ebendorf
Der Menhir von Ebendorf (auch Der Hohe Stein genannt) war wahrscheinlich ein vorgeschichtlicher Menhir bei Ebendorf, einem Ortsteil von Barleben im Landkreis Börde, Sachsen-Anhalt.

## Lage
Der Stein befand sich westlich des Angelhochs, einer Anhöhe zwischen Ebendorf und Olvenstedt. Auf dem Angelhoch befand sich noch bis ins 19. Jahrhundert das Großsteingrab Ebendorf.

## Beschreibung
Über den Stein selbst liegen keine näheren Angaben vor. Funde aus der Umgebung des Menhirs stammen aus der Vollbronzezeit.